# Каруба
Каруба је насеље у Италији у округу Катанија, региону Сицилија.
Према процени из 2011. у насељу је живело 1099 становника. Насеље се налази на надморској висини од 103 м.